# Setge de París (885)
El Setge de Paris del 885–86 va formar part de l'atac viking efectuat al llarg del riu Sena, dins del regne de la Francia Occidentalis. El setge va ser l'esdeveniment més important del regnat de Carles el Gras i va suposar un gir inesperat en la dinastia carolíngia i en la història de França. Amb aquest ensurt els francs van comprendre la importància que tenia Paris, que aleshores només era un petit municipi en una illeta del riu, per la seva posició estratègica. El setge va ser narrat pel monjo benedictí Abbo Cernuus en un poema anomenat Bella Parisiacae urbis.
Va ser un atac molt desigual pel que fa al nombre de guerrers, que va acabar en un setge que va durar mesos, agreujat per les condicions metereològiques i que va acabar més per la manca d'aliments i les malalties que per l'insistent atac dels invasors. L'ajuda reial va ser insuficient i permeté que els vikings s'introduïssin en la Borgonya castigant un territori que havia estat rebel a la monarquia franca. El pacte va incloure un fort pagament de plata que recollirien l'any següent, amb la qual cosa la pau després del setge es convertia en només una treva.

## Context
Aquesta no era la primera vegada que els vikings atacaven el regne dels francs, ja havien arribat fins París l'any 845 i la van tornar a atacar tres vegades més la dècada del 860, donant-ho per acabat només quan van considerar que ja havien aconseguit un botí prou important. Amb l'edicte de Pîtres del 864 Carles el Calb ordenava construir ponts fortificats per travessar el Sena a Pîtres i a Paris, els quals van resultar ser molt útils durant el setge del 885. La zona al nord del Sena i el Loira estava a càrrec del marquès de Nèustria, Robert el Fort, que també era comte de París. Aquest va fer fortificar Paris però va morir en la lluita contra els vikings a Brissarthe. El seu fill Odó, també destacat guerrer, va ascendir al tron, però el poder de la monarquia estava començant a declinar, de mica en mica els senyors feudals assolirien més importància que els mateixos reis. La defensa contra els atacs vikings depenia més de l'actuació dels senyors de la zona i de la seva gent que de la iniciativa reial.
Entre el 877 i el 884 el territori dels francs va quedar afeblit pel govern d'uns reis massa joves i inexperts no gaire acceptats per la noblesa, situació que va portar a la independència de la Borgonya. Amb l'assumpció del poder per part de l'emperador Carles el Gras, que ja era rei d'Alamanya i d'Itàlia, van créixer les esperances de tornar a un regne fort i unificat com en temps de Carlemany. Es pensava que la batalla de Saucurt del 881 havia estat una derrota definitiva contra els vikings però el 885 van tornar amb més ímpetu, en un atac de proporcions fins aleshores mai vistes.

## Desenvolupament de la batalla
A finals del novembre del 885, uns centenars d'embarcacions vikingues comandades per Sigfred i Sinric van arribar a la costa franca i van pujar pel riu Sena fins a arribar a París, havent saquejat altres llocs pel camí. Sigfred va exigir el pagament d'una taxa a canvi de la pau, però Odó, el comte de París, s'hi va negar. D'entre tots els atacs que havien estat patint, aquest era el més quantiós en nombre d'atacants, segons les xifres aportades per Abbo Cenuus: 700 vaixells i uns 30.000 guerrers - considerades pels historiadors d'avui dia com una gran exageració. L'historiador C. W. Previté-Orton ha proposat el nombre més creïble de 300 embarcacions, i John Norris coincideix en parlar "d'unes 300." Encara que els francs van intentar blocar la pujada de les barques pel riu, no van poder evitar que els vikings finalment se'n sortissin amb la seva i arribessin fins a Paris.
Paris en aquell moment només era una petita ciutat construïda en una illa, l'Île de la Cité i la seva importància estratègica residia en la seva capacitat per a blocar el pas de vaixells gràcies als dos ponts de baixa alçada, un de fusta i l'altre de pedra. Ni tan sols les embarcacions vikingues, de poca calada, podien travessar los. El comte Odó només tenia uns 200 guerrers per a fer front a l'atac, però va rebre el suport del bisbe Gozlin, el primer bisbe guerrer de la literatura medieval i l'ajut del seu germà Robert.
El 26 de novembre els vikings van atacar la torre nord-est amb ballestes, catapultes i manganells. Van ser contraatacats amb l'abocament de cera calenta i brea. Tots els atacs vikings d'aquell dia van ser contrarrestats i durant la nit els parisencs van construir un altre pis a la torre. L'endemà els vikings van fer servir ariets per llançar boles de foc però no va servir de res. El bisbe Gozlin es va ficar enmig del combat amb un arc i una destral, va plantar una creu a la muralla i va exhortar la gent. El seu germà Ebles també es va afegir a la lluita. Els vikings van fer una retirada però no van marxar gaire lluny, van acampar a la riba dreta i es van parapetar amb pedres. Els dies següents van emprar el temps en la construcció de noves màquines de guerra. En una nova ofensiva van llançar centenars de granades, es van apropar fins a un dels ponts amb un vaixell i es van dividir en tres grups per a fer un atac terrestre mentre provaven d'incendiar la torre de defensa del pont.
La situació de setge va continuar durant dos mesos. Al gener del 886 van provar d'omplir la llera del riu amb pedres, material vegetal i els cossos d'animals morts i de cadàvers de guerrers per tal d'accedir a una de les torres. Al cap de tres dies havien estretit prou el pas de l'aigua i es van acostar al pont de fusta amb un vaixell, al qual van calar foc per tal d'inflamar també el pont, però el vaixell es va enfonsar abans que les flames poguessin tocar el pont. El 6 de febrer les pluges van fer desbordar el riu, que encara estava ple dels destorbs que havien abocat els vikings, i la força del corrent va acabar desmuntant els fonaments del pont, que es va enfonsar deixant a la torre de defensa dotze homesbaïllats de la ciutat. Els vikings els van incitar a rendir-se però ells van preferir morir .
Els vikings, avorrits de la situació, van optar per dividir-se. Alguns van anar per terra a saquejar altres ciutats: Le Mans, Chartres, i, més tard, Évreux desplaçant-se pel Loira. El comte Odó va aconseguir fugir del setge juntament amb altres homes i anar fins a Itàlia a demanar ajuda al rei i emperador Carles el Gras. Aquest va confiar la missió a Enric de Nèustria i van tornar cap a París. Afeblits per la cruesa de l'hivern, els soldats d'Enric van fer un atac fracassat al febrer i després es van retirar. Els ànims dels assetjats estaven decaiguts, els calia sortir per obtenir aliments. Llavors Sigfred els va proposar que paguessin seixanta lliures de plata a canvi de la llibertat, però no va obtenir resposta i a l'abril va abandonar el lloc, mentre Rol·ló, un altre cabdill viking, va preferir quedar-se amb una colla d'homes. Pel maig les malalties atacaven els parisencs, el bisbe Gozlin en va ser una víctima mortal. Odó va tornar a anar a demanar ajuda a l'emperador. Enric de Nèustria va fer una nova ofensiva, però el comte Odó va ser capturat i mort pels enemics.
Aquell estiu els vikings van fer el darrer intent de prendre la ciutat però van fracassar. L'exèrcit imperial va arribar a l'octubre i van fer dispersar els vikings. Carles va envoltar Rol·ló i la seva gent al turó de Montmartre, però no tenia intenció de presentar batalla i els va permetre escapar pel riu fins a Borgonya on van continuar saquejant. Quan els vikings van abandonar el territori dels francs a la primavera següent, se'ls van donar les 700 lliures que Carles els havia promès en marxar de la Borgonya.

## Conseqüències
La popularitat de Carles el Gras es trobava als moments més baixos, sense fills legítims i percebut com a covard i incompetent. Els seus intents de nomenar hereu el fill bastard que havia tingut amb una concubina van trobar-se amb l'oposició dels bisbes i Carles va haver de claudicar. Arnulf de Caríntia havia aplegat un exèrcit i volia aconseguir el control de Germania, i tot i que els alamans es van mantenir fidels a Carles, el regne oriental es va col·lapsar. Carles, que havia tornat a patir atacs de la seva malaltia, va ser declarat incapaç per governar i fou obligat a abdicar el 17 de novembre de 887 durant una dieta que Carles havia convocat per Sant Martí a Tribur, no gaire lluny de Magúncia, Arnulf va liderar una revolta de nobles que boicotejaven la supremacia de l'emperador.
Reunits en assemblea a Forchheim el desembre, els grans dels cinc ducats ètnics de la Frància Occidental (Suàbia, Baviera, Francònia, Saxònia i Turíngia) van escollir com a rei a Arnulf, que tenia una reputació militar afalagadora. Poc després, el 12 de gener de 888, Carles el Gros moria abandonat i sense hereu legítim al castell reial de Neudingen a Suàbia. Amb la seva deposició i mort l'Imperi Carolingi es va desintegrar definitivament. A Frància Occidental, el comte Odó de París, a qui Carles havia conferit honors, va pujar al poder com a nou regent per la valentia demostrada durant el setge. La confiança en la dinastia carolíngia ja no es recuperaria i al cap de poques generacions, els robertins, descendents de Robert el Fort, pare d'Odó, serien els qui ocuparien el tron.